# Olanu
Olanu – wieś w Rumunii, w okręgu Vâlcea, w gminie Olanu. W 2011 roku liczyła 524 mieszkańców.